# Авантуре Паје Патка
Авантуре Паје Патка (енгл. Quack Pack) понекад названо Пачија дружина је америчка ситком телевизијска серија чији је продуцент Walt Disney Television Animation и приказује Пају Патка и његове рођаке. Премијера серије је била 3. септембра 1996. године као део Дизни поподневног блока, након успеха серије Шиљина екипа.
У Србији је серија емитована 2009. године на каналу РТС 1, синхронизована на српски језик. Синхронизацију је радио студио Лаудворкс.

## Радња
Серија се фокусира на Пају Патка и адослесцентске верзије његових рођака Рају, Гају и Влају. Праве године старости дечака нису сигурне. Паја ради као камерман заједно са Патом, која је извештавач. Група путује широм света у потрази за причама.

## Улоге
| Лик                   | Глас           |
| --------------------- | -------------- |
| Раја                  | Џени Елијас    |
| Гаја                  | Памела Едлтон  |
| Влаја                 | Елизабет Дејли |
| Паја Патак            | Тони Анселмо   |
| Пата Патак            | Кет Суси       |
| Владислав Хаџи Крстић | Роџер Роуз     |
| Гвампки               | Пет Фрели      |